# HTC Stuttgarter Kickers
HTC Stuttgarter Kickers is een Duitse hockey- en tennisclub uit Stuttgart (Baden-Württemberg).
Het herenteam komt uit in de Bundesliga waarin het in 2005 kampioen werd.